# Teletón 2010 (Colombia)
La Teletón Colombia de 2010 fue la versión número 16 de dicho evento solidario realizado en Colombia, que se realizó tras 15 años de ausencia. Empezó el viernes 17 de diciembre a las 10:00 PM (UTC-5) y culminó el domingo, 19 de diciembre a la 00:40 AM (UTC-5). Tuvo por objetivo la recaudación de fondos para la rehabilitación de personas discapacitadas y damnificados por la peor temporada de lluvias e inundaciones en 40 años en Colombia.
Con el recaudo, Teletón Colombia 2010 planea la construcción dos grandes Centros de Rehabilitación Integral Teletón en las ciudades de Manizales y Bogotá. Se recolectaron más de 10 000 millones de pesos, superando ampliamente el objetivo inicial de 8000 millones.
El evento fue emitido a través de los canales privados de la televisión colombiana, Caracol y RCN desde el Teatro Jorge Eliécer Gaitán en Bogotá los días viernes 17, sábado 18 de diciembre y domingo 19 de diciembre. Igualmente se pudo sintonizar desde Radio Teletón, por la website del evento.
| Meta inicial | $8 000          |
| Recaudo      | $10 053 341 561 |

## Transmisión
| Horario                                | Bloque   | Contenido y presentaciones musicales |
| -------------------------------------- | -------- | --- |
| 22:00-01:30                            | Obertura | Bloque dirigido por Jorge Alfredo Vargas, Jota Mario Valencia, Vicky Davila y Maria Lucia Fernández junto a Carlos Pinzón, que dio inicio a la jornada solidaria con el himno de la Teletón Colombia cantado por Andrés Cepeda. Luego, los presidentes de Caracol (Paulo Laserna) y RCN (Gabriel Reyes) anunciaron las primeras donaciones de $1000 millones c/u para Colombia Humanitaria y de $200 millones para la Fundación Teletón. Posteriormente, estuvo el discurso del Presidente de la República, Juan Manuel Santos y los primeros aportes de los auspiciantes para abrir el tablero. |
| 01:35-03:32                            | "Humor"  | Segmento conducido por Carlos Calero y Hernán Orjuela, en el cual se presentaron los integrantes de Sábados Felices y Los comediantes de la noche. |
| Noticieros de cada canal (19:00-20:00) |          | |
| 20:00 - 00:38                          | Cierre   | Último segmento dirigido por Jota Mario Valencia, Inés María Zabaraín y Jorge Alfredo Vargas en la cual incluyeron las últimas donaciones y. Como hecho curioso, a las 21:00 apenas se había llegado a la mitad de la meta de la Teletón y posteriormente, se revelaron las cifras de donaciones de usuarios de Comcel, Falabella y Almacenes Éxito que ayudaron a rebasar la meta. En el cierre, todos los colaboradores que estaban en estudio a esa hora junto a Carlos Pinzón agradecieron a los colombianos, cerrando así la transmisión televisiva. Presentaciones musicales: - Ñejo & Dálmata - Dulce María - Mauricio & Palodeagua - Richie Ray - Santiago Cruz - Alberto Plaza - Willie Colón - Andrés Cepeda |

## Empresas patrocinadoras
Nacional:
- Lácteos Alpina - 85 000 000 de pesos
- Grupo Familia - 50 300 000 pesos.
- Avianca - 78 200 000 pesos.
- Movistar de Colombia - 50.693.450 de pesos.
- Grupo Colombina - 73 000 000 de pesos.
- Galletas Noel - 83 000 000 de pesos.
- Almacenes Éxito - 150 000 000 de pesos.
- Golty - 100 000 000 de pesos.
- Colmotores - 98 000 000 de pesos.
- La Nacional de Chocolates - 73 000 000 de pesos.
- Casa Editorial El Tiempo - 53 870 000 de pesos.
- Telmex de Colombia/Comcel - 180.000.000 de pesos.
- Grupo Colanta - 34 000 000 de pesos.
- Correos 4-72, 100 000 000 de pesos.
- Cementos Argos - 130 000 000 de pesos.
- Banco Caja Social - 80 000 000 de pesos.
- Grupo Aval - 91 790 000 pesos.
- Postobón - 200 3000 000 pesos.
- Paisas Club - $ 18 000 000 pesos.

Internacional:
- TBS Networks - 150 000$.
- Grupo Televisa - 100 000$.
- Grupo Antena 3 - 400 000€.
- Grupo Prisa - 750 000€.
- American Airlines - 1 000 000 de dólares.
- Facebook de Colombia - 2 000 000 de dólares.